# مقاطعة ميامي داد (فلوريدا)
مقاطعة ميامي داد (بالإنجليزية: Miami-Dade County)‏ (غالبا ما يشار إليها ببساطة - ميامي داد، مقاطعة داد، أو دايد) هي مقاطعة تقع في الجزء الجنوبي الشرقي من ولاية فلوريدا. الولايات المتحدة حسب تقديرات مكتب التعداد عدد سكان المقاطعة 2,478,745 في عام 2008, مما يجعلها المقاطعة الأكثر اكتظاظا بالسكان في ولاية فلوريدا والمقاطعة والثامنة الأكثر اكتظاظا بالسكان في الولايات المتحدة. وثاني أكبر مقاطعة من حيث المساحة في فلوريدا. بمساحة 1,946 ميل. سكان المقاطعة يشكلون ما يقرب من نصف سكان جنوب فلوريدا, ومركزها هي مدينة ميامي.

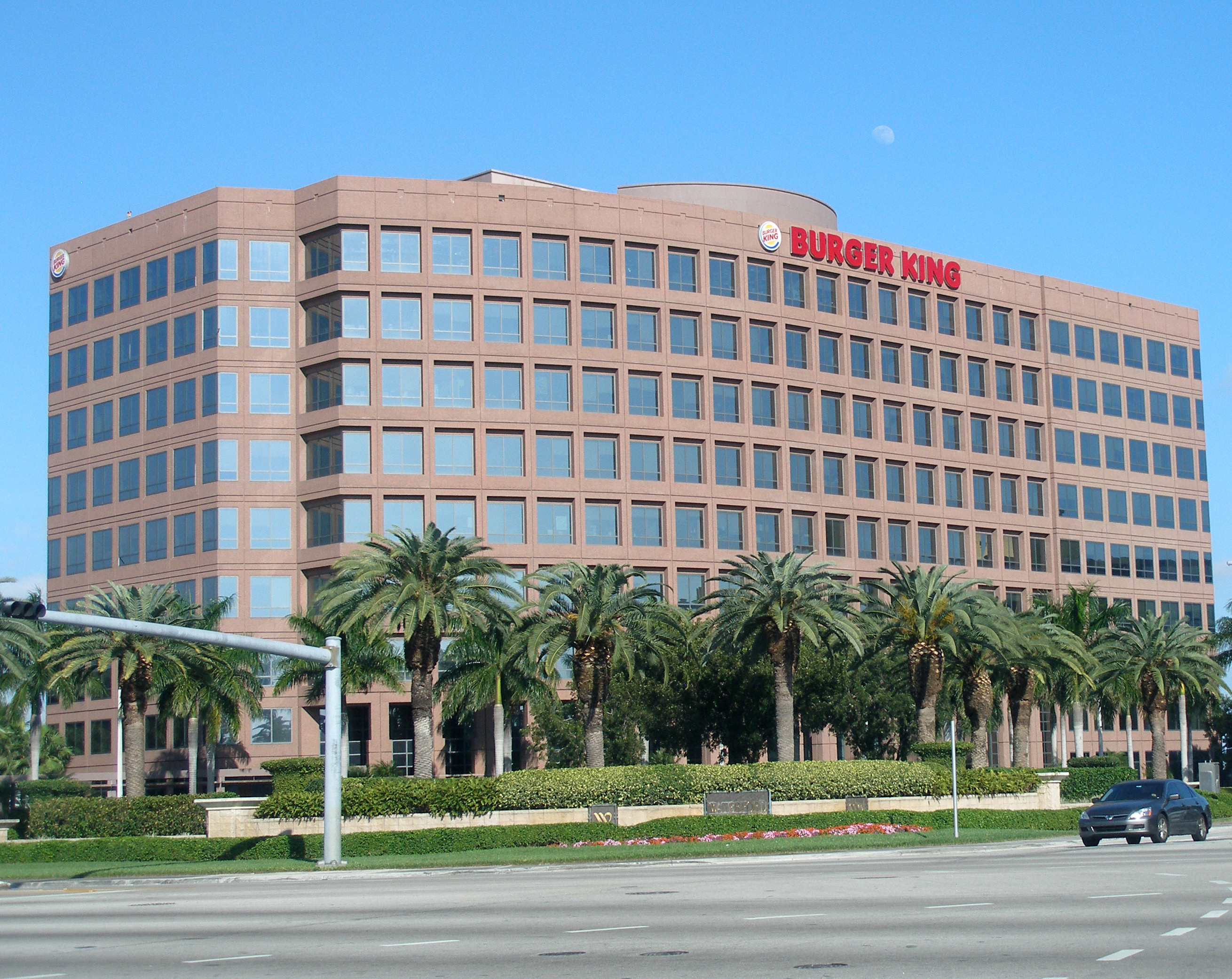
مقر برجر كنج في مقاطعة ميامي داد, فلوريدا

## توأمة
لمقاطعة ميامي داد (فلوريدا) اتفاقيات توأمة مع كل من:
- فيتوريا، البرازيل
- مدينة فيراكروز
- إيكويكو
- كينغستون
- بيتيت غواف
- باهاماس
- سانتو دومينغو
- لامنتين
- سان خوسيه
- سانت كيتس ونيفيس
- مقاطعة أستي
- مندوزا
- موناغاس
- بوكالبا
- براغ
- سانتا كروز دي لا سييرا
- أسونسيون
- مالدونادو
- جزر كايمان
- ساو باولو

## أعلام
- رالف رويس
- أ. بي. موريسون جونيور
- فيلي لوغان
- جاك داوغرتي
- كلارك دانيال ستيرنز